# Hippocrepis multisiliquosa
Hippocrepis multisiliquosa är en ärtväxtart som beskrevs av Carl von Linné. Hippocrepis multisiliquosa ingår i släktet hästskoklövrar, och familjen ärtväxter. Inga underarter finns listade i Catalogue of Life.